# Brittany Phelan
Brittany Phelan (Sainte-Agathe-des-Monts, 24 settembre 1991) è una sciatrice freestyle ed ex sciatrice alpina canadese.

## Biografia

### Stagioni 2007-2012
Attiva inizialmente nello sci alpino, la Phelan ha partecipato per la prima volta a competizioni valide ai fini del punteggio FIS il 16 dicembre 2006 a Val-Saint-Côme giungendo 3ª in slalom speciale. L'anno seguente ha debuttato in Nor-Am Cup a Mont-Sainte-Anne ottenendo il 46º posto in slalom gigante. Si è aggiudicata il primo podio, nella stessa manifestazione continentale, il 6 gennaio 2008 sempre a Mont-Sainte-Anne piazzandosi 3ª in slalom speciale, alle spalle delle connazionali Anna Goodman e Megan Ryley.
Il 29 novembre 2009 ha fatto il suo esordio in Coppa del Mondo, ad Aspen in slalom speciale, senza riuscire a qualificarsi per la seconda manche, e il 13 dicembre successivo ha conquistato il primo successo in Nor-Am Cup, sul tracciato di Panorama in slalom speciale. Nel 2011 ha esordito ai Campionati mondiali: a Garmisch-Partenkirchen 2011 ha disputato lo slalom gigante, ma non ha concluso la prova.

### Stagioni 2013-2015
Il 15 dicembre 2012 ha ottenuto a Panorama in slalom speciale la sua ultima vittoria in Nor-Am Cup; nel prosieguo della stagione ha ottenuto il suo miglior piazzamento in Coppa del Mondo, nello slalom parallelo di Mosca del 28 gennaio 2013 (9ª), e ha preso parte ai Mondiali di Schladming 2013, sua ultima presenza iridata, dove si è classificata 30ª nello slalom speciale. Nella stessa specialità ai XXII Giochi olimpici invernali di Soči 2014, suo debutto olimpico, è giunta 15ª; sempre nel 2014 ha iniziato a gareggiare anche nel freestyle, specialità ski cross, esordendo in Nor-Am Cup il 9 aprile a Sunshine Village (11ª).
Nello sci alpino il 12 marzo 2014 ha colto in slalom speciale a Calgary Olympic Park il suo ultimo podio in Nor-Am Cup (2ª) e il 13 gennaio 2015 ha disputato la sua ultima gara in Coppa del Mondo, lo slalom speciale di Flachau che non ha completato.

### Stagioni 2016-2025
Dalla stagione 2015-2016 si è dedicata prevalentemente allo ski cross, anche se ha continuato a gareggiare nello sci alpino fino al termine della stagione 2017-2018 (la sua ultima gara è stata uno slalom speciale FIS disputato il 21 marzo a Red Mountain, chiuso dalla Phelan al 25º posto). Il 16 gennaio 2016 ha esordito in Coppa del Mondo, a Watles/Malles Venosta (17ª), e il 25 gennaio seguente ha colto a Nakiska la sua prima vittoria, nonché primo podio, in Nor-Am Cup; ha ottenuto il primo podio in Coppa del Mondo il 12 dicembre 2017 ad Arosa (3ª).
Ai Mondiali di Sierra Nevada 2017 non ha completato la prova, mentre ai XXIII Giochi olimpici invernali di Pyeongchang 2018 ha vinto la medaglia d'argento nello ski cross; l'anno dopo ai Mondiali di Park City 2019 si è classificata 6ª, mentre ai XXIV Giochi olimpici invernali di Pechino 2022 si è classificata al 5º posto. Il 25 febbraio 2024 ha ottenuto a Reiteralm la prima vittoria in Coppa del Mondo.

## Palmarès

### Sci alpino

#### Coppa del Mondo
- Miglior piazzamento in classifica generale: 67ª nel 2013

#### Nor-Am Cup
- Miglior piazzamento in classifica generale: 17ª nel 2013
- 9 podi:
  - 3 vittorie
  - 3 secondi posti
  - 3 terzi posti

##### Nor-Am Cup - vittorie
| Data             | Località | Paese       | Specialità |
| ---------------- | -------- | ----------- | ---------- |
| 13 dicembre 2009 | Panorama | Canada      | SL         |
| 27 novembre 2012 | Aspen    | Stati Uniti | SL         |
| 15 dicembre 2012 | Panorama | Canada      | SL         |

Legenda:

SL = slalom speciale

#### Campionati canadesi
- 2 medaglie[1]:
  - 1 argento (slalom speciale nel 2014)
  - 1 bronzo (slalom speciale nel 2011)

### Freestyle

#### Olimpiadi
- 1 medaglia:
  - 1 argento (ski cross a Pyeongchang 2018)

#### Coppa del Mondo
- Miglior piazzamento nella Coppa del Mondo di ski cross: 3ª nel 2018
- 20 podi:
  - 2 vittorie
  - 9 secondi posti
  - 9 terzi posti

##### Coppa del Mondo - vittorie
| Data             | Località   | Paese   | Specialità |
| ---------------- | ---------- | ------- | ---------- |
| 25 febbraio 2024 | Reiteralm  | Austria | SX         |
| 22 marzo 2024    | Idre Fjäll | Svezia  | SX         |

Legenda:

SX = ski cross

#### Coppa Europa
- Miglior piazzamento nella classifica di ski cross: 14ª nel 2016
- 3 podi:
  - 1 secondo posto
  - 2 terzi posti

#### Nor-Am Cup
- Miglior piazzamento in classifica generale: 54ª nel 2018
- Miglior piazzamento nella classifica di ski cross: 11ª nel 2022
- 10 podi:
  - 4 vittorie
  - 5 secondi posti
  - 1 terzo posto

##### Nor-Am Cup - vittorie
| Data            | Località | Paese  | Specialità |
| --------------- | -------- | ------ | ---------- |
| 25 gennaio 2016 | Nakiska  | Canada | SX         |
| 26 gennaio 2016 | Nakiska  | Canada | SX         |
| 18 gennaio 2022 | Nakiska  | Canada | SX         |
| 19 gennaio 2022 | Nakiska  | Canada | SX         |

Legenda:

SX = ski cross

#### South American Cup
- 1 podio:
  - 1 terzo posto

#### Australia New Zealand Cup
- Miglior piazzamento nella classifica di ski cross: 7ª nel 2020
- 3 podi:
  - 3 terzi posti